# 9839 Crabbegat
A 9839 Crabbegat (ideiglenes jelöléssel 1988 CT2) a Naprendszer kisbolygóövében található aszteroida. Eric Walter Elst fedezte fel 1988. február 11-én.